# Jerzy Skrzypski
Jerzy Skrzypski (ur. 1950, zm. 6 lipca 2018) – polski specjalista w zakresie inżynierii i ochrony środowiska, dr hab. inż., profesor nadzwyczajny Instytutu Barwników i Produktów Organicznych, Filii Uniwersytetu Łódzkiego w Tomaszowie Mazowieckim oraz Katedry Systemów Inżynierii Środowiska Wydziału Inżynierii Procesowej i Ochrony Środowiska Politechniki Łódzkiej.

## Życiorys
8 marca 1977 obronił pracę doktorską Bioklimat Krynicy w świetle krótkookresowych zmian ciśnienia powietrza i zawartości tlenu w powietrzu, 25 września 2002 habilitował się na podstawie pracy zatytułowanej Analiza i modelowanie pól imisji zanieczyszczeń powietrza w dużych miastach (na przykładzie Łodzi). Otrzymał nominację profesorską.
Objął funkcję profesora nadzwyczajnego w Filii Uniwersytetu Łódzkiego w Tomaszowie Mazowieckim, w Katedrze Systemów Inżynierii Środowiska na Wydziale Inżynierii Procesowej i Ochrony Środowiska Politechniki Łódzkiej, a także w Instytucie Barwników i Produktów Organicznych.
Był dyrektorem Instytutu Turystyki i Rozwoju Gospodarczego Filii Uniwersytetu Łódzkiego w Tomaszowie Mazowieckim.
Zmarł 6 lipca 2018. Pochowany został na cmentarzu Parafii Ewangelicko-Augsburskiej pw. Opatrzności Bożej w Zgierzu.